# Grand Prix automobile de Grande-Bretagne
Le Grand Prix automobile de Grande-Bretagne est une course automobile qui compte pour le championnat du monde de Formule 1. Manche inaugurale du championnat du monde en 1950, c'est avec le Grand Prix d'Italie l'une des deux seules épreuves à avoir toujours figuré au calendrier du championnat du monde depuis 1950.
Disputé sur le circuit de Silverstone (Northamptonshire) jusqu'à nos jours, il s'est également couru à 12 reprises à Brands Hatch et cinq fois à Aintree.

## Historique
Le Grand Prix de Grande-Bretagne a été créé en 1926 par Henry Segrave. Sa première édition s'est déroulée sur le circuit de Brooklands et fut remporté par les Français Louis Wagner et Robert Sénéchal sur une Delage 155B.
En 1950, le GP de Grande-Bretagne, organisé à Silverstone, a accueilli la toute première manche du championnat du monde de Formule 1. Mais ce n'est que depuis 1987 que Silverstone accueille annuellement le GP de Grande-Bretagne. De 1955 à 1962 puis de 1964 à 1986, Silverstone alternait avec les circuits d'Aintree puis de Brands Hatch.

## Les différents circuits utilisés pour le championnat du monde de Formule 1

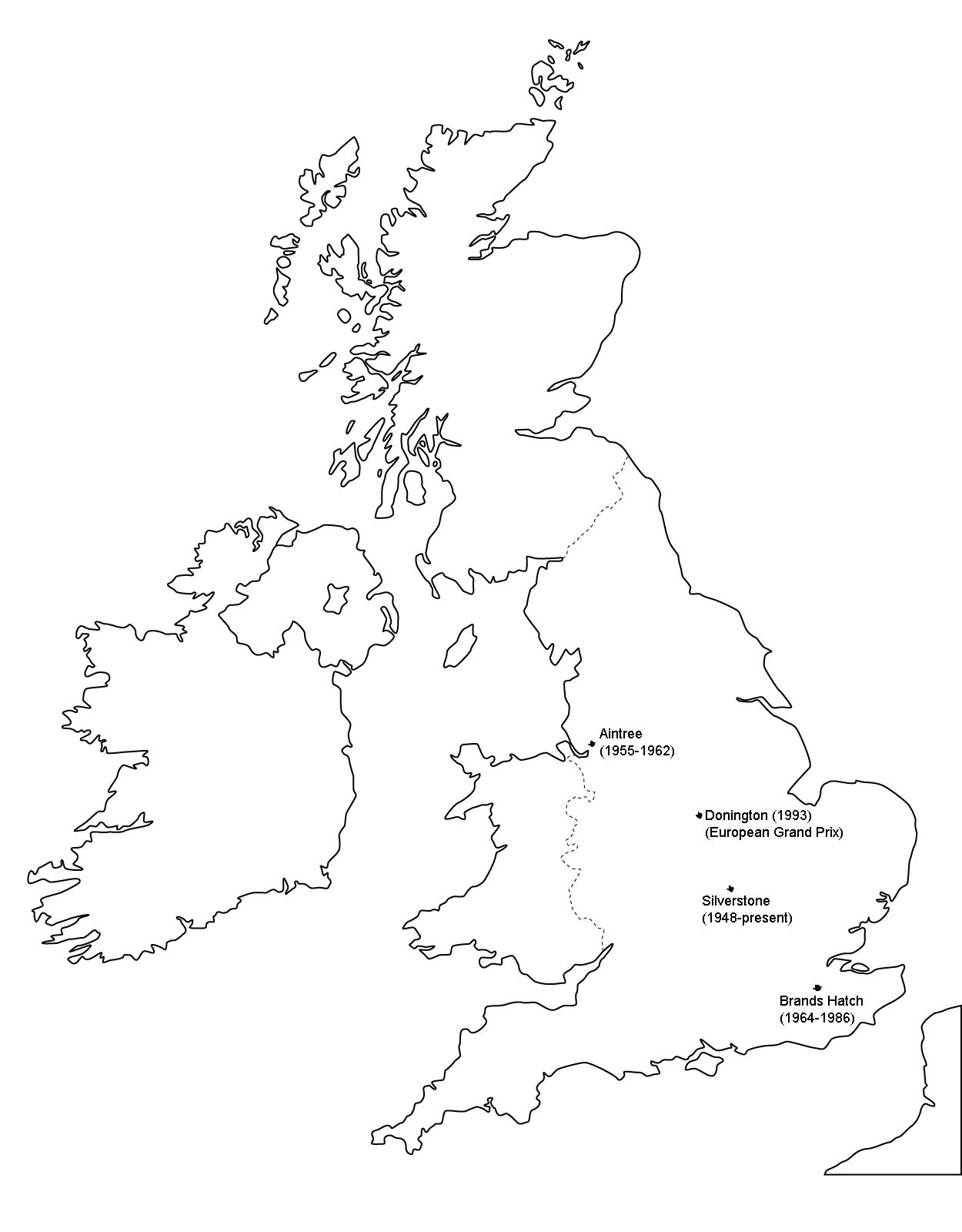
Localisation des circuits utilisés au cours des années.
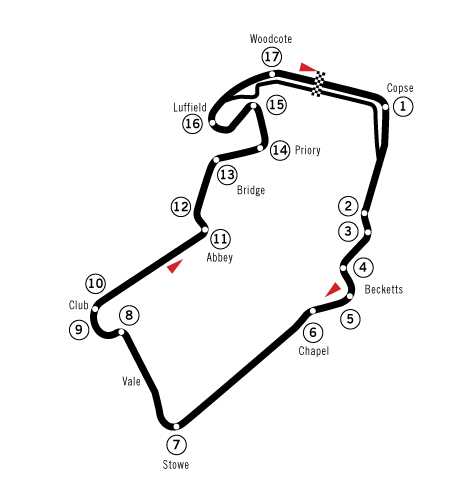
Tracé du circuit de Silverstone.
Tracé du circuit d'Aintree.
Tracé du circuit de Brands Hatch.

## Records par circuit

### Records du circuit d'Aintree
- Record du tour :  Jim Clark en 1 min 55 s (1962, Lotus-Climax)
- Record de la pole position :  Jim Clark en 1 min 53 s 6 (1962, Lotus-Climax)

### Records du circuit de Brands Hatch
- Record du tour :  Nigel Mansell en 1 min 9 s 593 (1986, Williams-Honda)
- Record de la pole position :  Nelson Piquet en 1 min 6 s 961 (1986, Williams-Honda)

### Records du circuit de Silverstone (version ancienne)
- Record de la piste :  Kimi Räikkönen en 1 min 18 s 233 (2004, McLaren-Mercedes)
- Record de la piste ; Lewis Hamilton : 1 min 24 s 303 (2020 , Mercedes )

## Faits marquants
- GP de Grande-Bretagne 1950 : la première course de l'histoire du championnat du monde de Formule 1 est remportée par Giuseppe Farina.
- GP de Grande-Bretagne 1951 : première victoire de Ferrari en Championnat du monde de Formule 1, grâce à José Froilán González.
- GP de Grande-Bretagne 1955 : Stirling Moss devient le premier Britannique à s'imposer à domicile.
- GP de Grande-Bretagne 1957 : Stirling Moss s'impose aux commandes de la Vanwall de son coéquipier Tony Brooks ; les deux Britanniques sont covainqueurs.
- GP de Grande-Bretagne 1976 : au premier départ, Niki Lauda et Clay Regazzoni s'accrochent, James Hunt percute ensuite la Ferrari de ce dernier et manque de partir en tonneau. La course est interrompue et un second départ est donné. Hunt dépasse Lauda après la mi-course et s'impose mais sera disqualifié deux mois plus tard pour avoir pris un raccourci pour revenir aux stands avant le second départ ; Niki Lauda sera alors déclaré vainqueur[1].
- GP de Grande-Bretagne 1977 : un an après avoir perdu la victoire sur tapis vert, le champion du monde en titre James Hunt remporte sa première victoire en championnat de la saison devant ses fans, à Silverstone. La course voit également les débuts en Formule 1 de Gilles Villeneuve chez McLaren Racing et du constructeur français Renault qui aligne la première monoplace à moteur turbocompressé de l'histoire de la discipline.
- GP de Grande-Bretagne 1979 : première victoire de Williams en Formule 1, grâce à Clay Regazzoni.
- GP de Grande-Bretagne 1986 : Jacques Laffite égale le record de départs en Grand Prix de Graham Hill mais sa carrière prend fin peu après son 176e départ quand, pris dans un carambolage, il se retrouve avec les jambes fracturées. Nigel Mansell, vainqueur du Grand Prix, lui dédie sa victoire.
- GP de Grande-Bretagne 1988 : battues par les Ferrari de Gerhard Berger et Michele Alboreto en qualifications, les McLaren-Honda d'Alain Prost et Ayrton Senna subissent leur unique défaite de la saison dans cet exercice ; Senna remporte la course.
- GP de Grande-Bretagne 1991 : Nigel Mansell remporte sa troisième victoire à domicile devant une foule en liesse. Ayrton Senna, en panne sèche dans le dernier tour, grimpe sur la Williams-Renault du Britannique qui le ramène au stand durant le tour d'honneur.
- GP de Grande-Bretagne 1992 : aussitôt la ligne d'arrivée franchie par Nigel Mansell, large vainqueur de l'épreuve, la piste est envahie par une marée de spectateurs.
- GP de Grande-Bretagne 1994 : Damon Hill s'impose à domicile devant Michael Schumacher mais l'Allemand est disqualifié et suspendu pour deux courses pour ne pas avoir effectué sa pénalité et ignoré un drapeau noir.
- GP de Grande-Bretagne 1995 : Johnny Herbert profite de l'accrochage entre Damon Hill et Michael Schumacher pour remporter sa première victoire en Formule 1, à domicile.
- GP de Grande-Bretagne 1998 : la course, disputée sous une pluie de plus en plus forte, est interrompue au 49e tour. En tête, Michael Schumacher reçoit une pénalité en fin de course qu'il effectue lors du dernier tour, passant la ligne d'arrivée dans les stands.
- GP de Grande-Bretagne 1999 : au premier tour, Michael Schumacher veut dépasser son coéquipier Eddie Irvine au virage de Stowe quand sa Ferrari tire tout droit et tape le mur de pneus à haute vitesse. L'Allemand se fracture la jambe et perd toute chance de remporter le titre mondial. David Coulthard s'impose pour la première fois à domicile tandis que Damon Hill, qui avait annoncé sa retraite à l'issue de ce Grand Prix, revient sur sa décision et dispute la fin du championnat.
- GP de Grande-Bretagne 2008 : Lewis Hamilton s'impose pour la première fois sur ses terres à l'issue d'une course aux conditions climatiques changeantes ; son coéquipier Heikki Kovalainen réalise son unique pole position.
- GP de Grande-Bretagne 2011 : un problème dans les stands fait perdre la tête de la course à Sebastian Vettel au profit de Fernando Alonso, qui s'impose devant l'Allemand.
- GP de Grande-Bretagne 2012 : Fernando Alonso mène longuement la course avant d'être dépassé par Mark Webber dans les derniers tours, c'est la dernière victoire en carrière de l'Australien.
- GP de Grande-Bretagne 2013 : Lewis Hamilton, poleman, Felipe Massa, Jean-Éric Vergne et Sergio Pérez voient chacun leur pneu arrière gauche éclater. À quelques tours de l'arrivée, Sebastian Vettel, leader de la course, abandonne sur un problème de boîte de vitesses et laisse la victoire à Nico Rosberg.
- GP de Grande-Bretagne 2014 : le premier tour voit un gros crash pour Kimi Räikkönen, ayant emporté Felipe Massa et Kamui Kobayashi (qui parvient à finir la course) avec lui. Alors qu'il a réalisé la pole position et occupe la tête de la course, Nico Rosberg abandonne sur un problème de boîte de vitesses et laisse la victoire à son coéquipier Lewis Hamilton.
- GP de Grande-Bretagne 2015 : au départ, les Williams-Mercedes de Felipe Massa et Valtteri Bottas, parties en deuxième ligne, surprennent les Mercedes de Lewis Hamilton et Nico Rosberg qui, au prix d'une meilleure stratégie d'arrêts aux stands, s'imposent.
- GP de Grande-Bretagne 2016 : sous la pluie, l'épreuve voit la victoire à domicile de Lewis Hamilton, devant Nico Rosberg et Max Verstappen auteur d'un remarquable dépassement à l'extérieur sur l'Allemand en début de course. Ce dernier est cependant pénalisé pour avoir reçu illégalement de l'aide à la radio et rétrograde derrière Verstappen.
- GP de Grande-Bretagne 2017 : dans les derniers tours, les Ferrari de Kimi Räikkönen et Sebastian Vettel, sont victimes d'une crevaison. Räikkönen termine troisième derrière les Mercedes de Lewis Hamilton et Valtteri Bottas.
- GP de Grande-Bretagne 2018 : Lewis Hamilton, auteur de la pole position, manque son départ, dépassé par Sebastian Vettel et percuté par Kimi Räikkönen. Hamilton, reparti dernier, et Räikkönen, pénalisé, finissent deuxième et troisième derrière Vettel qui égale les 51 victoires d'Alain Prost.
- GP de Grande-Bretagne 2019 : en lutte pour le podium, Sebastian Vettel percute Max Verstappen, offrant le podium à Charles Leclerc. Lewis Hamilton, vainqueur pour la sixième fois, devient seul détenteur du record de victoires au Grand Prix de Grande-Bretagne.
- GP de Grande-Bretagne 2020 : les Mercedes de Lewis Hamilton et Valtteri Bottas dominent la course quand, dans les deux derniers tours, elles subissent chacune une crevaison. Bottas, ayant crevé dans l'avant-dernier tour, chute au classement et se retrouve hors des points. Hamilton, victime d'une crevaison dans le dernier tour, termine sur trois roues et s'imposer à domicile, malgré le retour de Max Verstappen.
- GP de Grande-Bretagne 2021 : cette édition est le cadre de la première "qualification sprint", disputée le samedi pour établir la grille de départ du Grand Prix ; elle est remportée par Max Verstappen qui, le lendemain, peu après le départ, abandonne, accroché par Lewis Hamilton à Copse. Celui-ci écope d'une pénalité de dix secondes qu'il effectue lors de son changement de pneus. Le Britannique dépasse Charles Leclerc à deux tours de l'arrivée pour s'imposer une huitième fois devant son public.
- GP de Grande-Bretagne 2022 : pour son 150e Grand Prix, Carlos Sainz Jr. obtient sa première pole position et victoire en Formule 1 ; malgré un moins bon rythme le dimanche face à son coéquipier, un arrêt au stand sous voiture de sécurité l'avantage pour décrocher son premier succès. La course est marquée par les violents accidents de Zhou Guanyu et d'Alexander Albon entrainant un second départ, ainsi que la splendide bataille en fin de course entre Charles Leclerc, Sergio Pérez et Lewis Hamilton pour le podium.
- GP de Grande-Bretagne 2023 : Ce Grand Prix est marqué par un retour aux avant-postes des McLaren, arborant une livrée Chrome, en se qualifiant 2e et 3e et terminant 2e et 4e. Lando Norris s'offre même la tête de la course pendant les 5 premiers tours, ne pouvant résister à Max Verstappen signant une 43e victoire en carrière.
- GP de Grande-Bretagne 2024 : les Britanniques George Russell, Lewis Hamilton et Lando Norris s'élancent des trois premières places pour leur course nationale. Lewis Hamilton renoue avec le succès pour la première fois depuis le Grand Prix d'Arabie Saoudite 2021 ; avec une neuvième victoire dans son Grand Prix national, il établit un nouveau record de succès sur un même circuit.
- GP de Grande-Bretagne 2025 : quinze ans après ses débuts et pour son 239e départ en Grand Prix, Nico Hülkenberg obtient son premier podium en Formule 1, le premier de son écurie Sauber depuis le Grand Prix du Japon 2012.

## Palmarès

### Par année

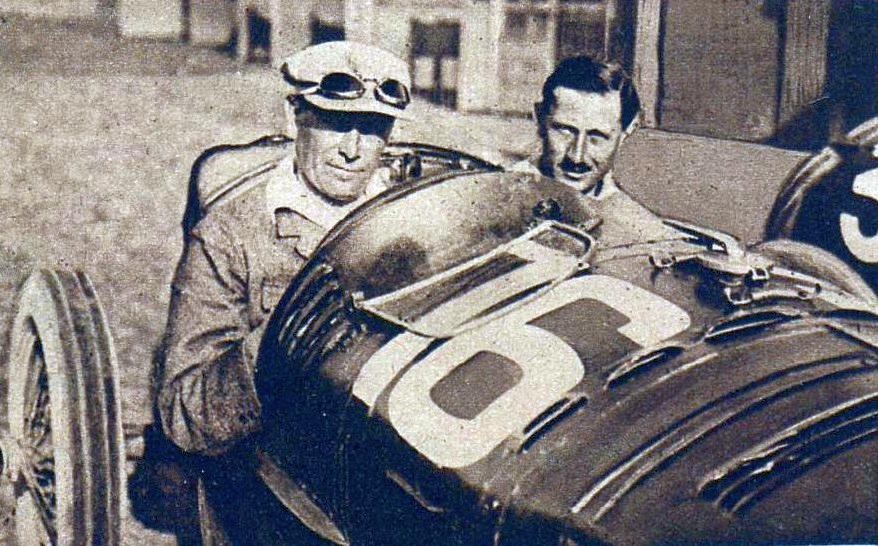
Louis Wagner, victorieux avec Robert Sénéchal du premier Grand Prix d'Angleterre en 1926, sur Delage 155B (à Brooklands).

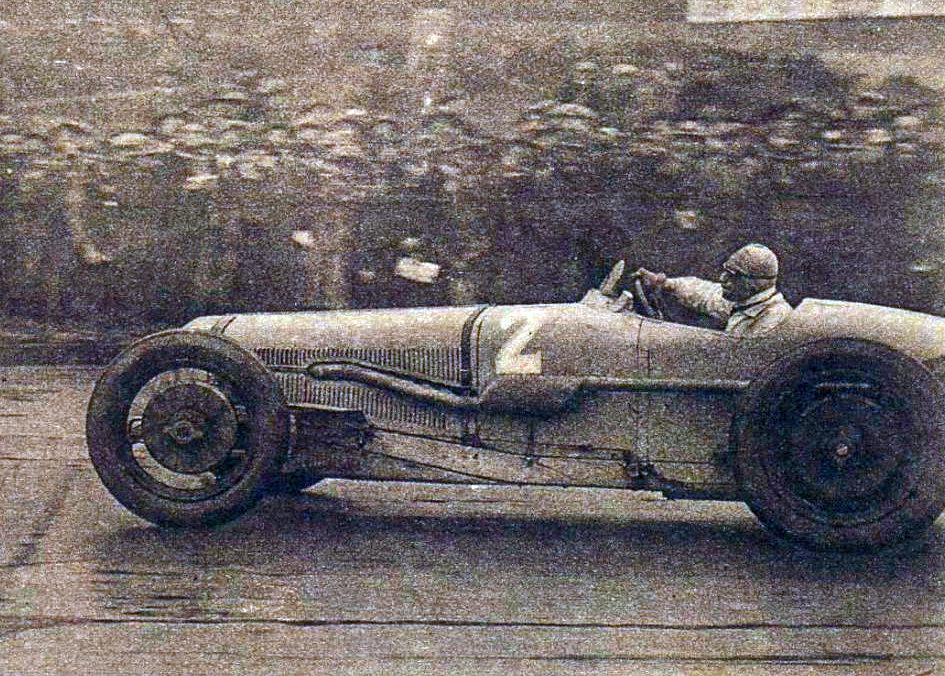
Robert Benoist, vainqueur en 1927 sur Delage 155B.

Les événements qui ne faisaient pas partie du championnat du monde de Formule 1 sont indiqués par un fond rose.
| Année     | Vainqueur                    | Voiture          | Circuit      | Résultats |
| --------- | ---------------------------- | ---------------- | ------------ | --------- |
| 1926      | Louis Wagner Robert Sénéchal | Delage           | Brooklands   | Résumé    |
| 1927      | Robert Benoist               | Delage           | Brooklands   | Résumé    |
| 1928-1947 | Non couru                    | Non couru        | Non couru    | Non couru |
| 1948      | Luigi Villoresi              | Maserati         | Silverstone  | Résumé    |
| 1949      | Emmanuel de Graffenried      | Maserati         | Silverstone  | Résumé    |
| 1950      | Giuseppe Farina              | Alfa Romeo       | Silverstone  | Résumé    |
| 1951      | José Froilán González        | Ferrari          | Silverstone  | Résumé    |
| 1952      | Alberto Ascari               | Ferrari          | Silverstone  | Résumé    |
| 1953      | Alberto Ascari               | Ferrari          | Silverstone  | Résumé    |
| 1954      | José Froilán González        | Ferrari          | Silverstone  | Résumé    |
| 1955      | Stirling Moss                | Daimler-Benz     | Aintree      | Résumé    |
| 1956      | Juan Manuel Fangio           | Ferrari          | Silverstone  | Résumé    |
| 1957      | Stirling Moss Tony Brooks    | Vanwall          | Aintree      | Résumé    |
| 1958      | Peter Collins                | Ferrari          | Silverstone  | Résumé    |
| 1959      | Jack Brabham                 | Cooper-Climax    | Aintree      | Résumé    |
| 1960      | Jack Brabham                 | Cooper-Climax    | Silverstone  | Résumé    |
| 1961      | Wolfgang von Trips           | Ferrari          | Aintree      | Résumé    |
| 1962      | Jim Clark                    | Lotus-Climax     | Aintree      | Résumé    |
| 1963      | Jim Clark                    | Lotus-Climax     | Silverstone  | Résumé    |
| 1964      | Jim Clark                    | Lotus-Climax     | Brands Hatch | Résumé    |
| 1965      | Jim Clark                    | Lotus-Climax     | Silverstone  | Résumé    |
| 1966      | Jack Brabham                 | Brabham-Repco    | Brands Hatch | Résumé    |
| 1967      | Jim Clark                    | Lotus-Ford       | Silverstone  | Résumé    |
| 1968      | Joseph Siffert               | Lotus-Ford       | Brands Hatch | Résumé    |
| 1969      | Jackie Stewart               | Matra-Ford       | Silverstone  | Résumé    |
| 1970      | Jochen Rindt                 | Lotus-Ford       | Brands Hatch | Résumé    |
| 1971      | Jackie Stewart               | Tyrrell-Ford     | Silverstone  | Résumé    |
| 1972      | Emerson Fittipaldi           | Lotus-Ford       | Brands Hatch | Résumé    |
| 1973      | Peter Revson                 | McLaren-Ford     | Silverstone  | Résumé    |
| 1974      | Jody Scheckter               | Tyrrell-Ford     | Brands Hatch | Résumé    |
| 1975      | Emerson Fittipaldi           | McLaren-Ford     | Silverstone  | Résumé    |
| 1976      | Niki Lauda                   | Ferrari          | Brands Hatch | Résumé    |
| 1977      | James Hunt                   | McLaren-Ford     | Silverstone  | Résumé    |
| 1978      | Carlos Reutemann             | Ferrari          | Brands Hatch | Résumé    |
| 1979      | Clay Regazzoni               | Williams-Ford    | Silverstone  | Résumé    |
| 1980      | Alan Jones                   | Williams-Ford    | Brands Hatch | Résumé    |
| 1981      | John Watson                  | McLaren-Ford     | Silverstone  | Résumé    |
| 1982      | Niki Lauda                   | McLaren-Ford     | Brands Hatch | Résumé    |
| 1983      | Alain Prost                  | Renault          | Silverstone  | Résumé    |
| 1984      | Niki Lauda                   | McLaren-TAG      | Brands Hatch | Résumé    |
| 1985      | Alain Prost                  | McLaren-TAG      | Silverstone  | Résumé    |
| 1986      | Nigel Mansell                | Williams-Honda   | Brands Hatch | Résumé    |
| 1987      | Nigel Mansell                | Williams-Honda   | Silverstone  | Résumé    |
| 1988      | Ayrton Senna                 | McLaren-Honda    | Silverstone  | Résumé    |
| 1989      | Alain Prost                  | McLaren-Honda    | Silverstone  | Résumé    |
| 1990      | Alain Prost                  | Ferrari          | Silverstone  | Résumé    |
| 1991      | Nigel Mansell                | Williams-Renault | Silverstone  | Résumé    |
| 1992      | Nigel Mansell                | Williams-Renault | Silverstone  | Résumé    |
| 1993      | Alain Prost                  | Williams-Renault | Silverstone  | Résumé    |
| 1994      | Damon Hill                   | Williams-Renault | Silverstone  | Résumé    |
| 1995      | Johnny Herbert               | Benetton-Renault | Silverstone  | Résumé    |
| 1996      | Jacques Villeneuve           | Williams-Renault | Silverstone  | Résumé    |
| 1997      | Jacques Villeneuve           | Williams-Renault | Silverstone  | Résumé    |
| 1998      | Michael Schumacher           | Ferrari          | Silverstone  | Résumé    |
| 1999      | David Coulthard              | McLaren-Mercedes | Silverstone  | Résumé    |
| 2000      | David Coulthard              | McLaren-Mercedes | Silverstone  | Résumé    |
| 2001      | Mika Häkkinen                | McLaren-Mercedes | Silverstone  | Résumé    |
| 2002      | Michael Schumacher           | Ferrari          | Silverstone  | Résumé    |
| 2003      | Rubens Barrichello           | Ferrari          | Silverstone  | Résumé    |
| 2004      | Michael Schumacher           | Ferrari          | Silverstone  | Résumé    |
| 2005      | Juan Pablo Montoya           | McLaren-Mercedes | Silverstone  | Résumé    |
| 2006      | Fernando Alonso              | Renault          | Silverstone  | Résumé    |
| 2007      | Kimi Räikkönen               | Ferrari          | Silverstone  | Résumé    |
| 2008      | Lewis Hamilton               | McLaren-Mercedes | Silverstone  | Résumé    |
| 2009      | Sebastian Vettel             | Red Bull-Renault | Silverstone  | Résumé    |
| 2010      | Mark Webber                  | Red Bull-Renault | Silverstone  | Résumé    |
| 2011      | Fernando Alonso              | Ferrari          | Silverstone  | Résumé    |
| 2012      | Mark Webber                  | Red Bull-Renault | Silverstone  | Résumé    |
| 2013      | Nico Rosberg                 | Mercedes         | Silverstone  | Résumé    |
| 2014      | Lewis Hamilton               | Mercedes         | Silverstone  | Résumé    |
| 2015      | Lewis Hamilton               | Mercedes         | Silverstone  | Résumé    |
| 2016      | Lewis Hamilton               | Mercedes         | Silverstone  | Résumé    |
| 2017      | Lewis Hamilton               | Mercedes         | Silverstone  | Résumé    |
| 2018      | Sebastian Vettel             | Ferrari          | Silverstone  | Résumé    |
| 2019      | Lewis Hamilton               | Mercedes         | Silverstone  | Résumé    |
| 2020      | Lewis Hamilton               | Mercedes         | Silverstone  | Résumé    |
| 2021      | Lewis Hamilton               | Mercedes         | Silverstone  | Résumé    |
| 2022      | Carlos Sainz Jr.             | Ferrari          | Silverstone  | Résumé    |
| 2023      | Max Verstappen               | Red Bull         | Silverstone  | Résumé    |
| 2024      | Lewis Hamilton               | Mercedes         | Silverstone  | Résumé    |
| 2025      | Lando Norris                 | McLaren-Mercedes | Silverstone  | Résumé    |

### Classement des pilotes par nombre de victoires
| Victoires | Pilotes               | Années                                                         |
| --------- | --------------------- | -------------------------------------------------------------- |
| 9         | Lewis Hamilton        | - 2008 - 2014 - 2015 - 2016 - 2017 - 2019 - 2020 - 2021 - 2024 |
| 5         | Jim Clark             | - 1962 - 1963 - 1964 - 1965 - 1967                             |
| 5         | Alain Prost           | - 1983 - 1985 - 1989 - 1990 - 1993                             |
| 4         | Nigel Mansell         | - 1986 - 1987 - 1991 - 1992                                    |
| 3         | Jack Brabham          | - 1959 - 1960 - 1966                                           |
| 3         | Niki Lauda            | - 1976 - 1982 - 1984                                           |
| 3         | Michael Schumacher    | - 1998 - 2002 - 2004                                           |
| 2         | José Froilán González | - 1951 - 1954                                                  |
| 2         | Alberto Ascari        | - 1952 - 1953                                                  |
| 2         | Stirling Moss         | - 1955 - 1957                                                  |
| 2         | Jackie Stewart        | - 1969 - 1971                                                  |
| 2         | Emerson Fittipaldi    | - 1972 - 1975                                                  |
| 2         | Jacques Villeneuve    | - 1996 - 1997                                                  |
| 2         | David Coulthard       | - 1999 - 2000                                                  |
| 2         | Fernando Alonso       | - 2006 - 2011                                                  |
| 2         | Mark Webber           | - 2010 - 2012                                                  |
| 2         | Sebastian Vettel      | - 2009 - 2018                                                  |
| 1         | Giuseppe Farina       | 1950                                                           |
| 1         | Juan Manuel Fangio    | 1956                                                           |
| 1         | Tony Brooks           | 1957                                                           |
| 1         | Peter Collins         | 1958                                                           |
| 1         | Wolfgang von Trips    | 1961                                                           |
| 1         | Joseph Siffert        | 1968                                                           |
| 1         | Jochen Rindt          | 1970                                                           |
| 1         | Peter Revson          | 1973                                                           |
| 1         | Jody Scheckter        | 1974                                                           |
| 1         | James Hunt            | 1977                                                           |
| 1         | Carlos Reutemann      | 1978                                                           |
| 1         | Clay Regazzoni        | 1979                                                           |
| 1         | Alan Jones            | 1980                                                           |
| 1         | John Watson           | 1981                                                           |
| 1         | Ayrton Senna          | 1988                                                           |
| 1         | Damon Hill            | 1994                                                           |
| 1         | Johnny Herbert        | 1995                                                           |
| 1         | Mika Häkkinen         | 2001                                                           |
| 1         | Rubens Barrichello    | 2003                                                           |
| 1         | Juan Pablo Montoya    | 2005                                                           |
| 1         | Kimi Räikkönen        | 2007                                                           |
| 1         | Nico Rosberg          | 2013                                                           |
| 1         | Carlos Sainz Jr.      | 2022                                                           |
| 1         | Max Verstappen        | 2023                                                           |
| 1         | Lando Norris          | 2025                                                           |

| Pos. | Nation      | Victoire(s) |
| ---- | ----------- | ----------- |
| 1er  | Royaume-Uni | 31          |
| 2e   | Allemagne   | 7           |
| 2e   | France      | 7           |
| 4e   | Australie   | 6           |
| 5e   | Italie      | 4           |
| 5e   | Argentine   | 4           |
| 5e   | Brésil      | 4           |
| 5e   | Autriche    | 4           |
| 9e   | Suisse      | 3           |
| 9e   | Espagne     | 3           |
| 10e  | Pays-Bas    | 1           |

### Par nombre de victoires constructeurs
| Nombre de victoires | Écurie   | Années |
| ------------------- | -------- | --- |
| 18                  | Ferrari  | - 1951 - 1952 - 1953 - 1954 - 1956 - 1958 - 1961 - 1976 - 1978 - 1990 - 1998 - 2002 - 2003 - 2004 - 2007 - 2011 - 2018 - 2022 |
| 15                  | McLaren  | - 1973 - 1975 - 1977 - 1981 - 1982 - 1984 - 1985 - 1988 - 1989 - 1999 - 2000 - 2001 - 2005 - 2008 - 2025                      |
| 10                  | Williams | - 1979 - 1980 - 1986 - 1987 - 1991 - 1992 - 1993 - 1994 - 1996 - 1997                                                         |
| 9                   | Mercedes | - 1955 - 2013 - 2014 - 2015 - 2016 - 2017 - 2019 - 2020 - 2021                                                                |
| 8                   | Lotus    | - 1962 - 1963 - 1964 - 1965 - 1967 - 1968 - 1970 - 1972                                                                       |
| 4                   | Red Bull | - 2009 - 2010 - 2012 - 2023                                                                                                   |
| 2                   | Delage   | - 1926 - 1927 |
| 2                   | Maserati | - 1948 - 1949 |
| 2                   | Cooper   | - 1959 - 1960 |
| 2                   | Tyrrell  | - 1971 - 1974 |
| 2                   | Renault  | - 1983 - 2006 |

| Pos. | Nation      | Victoire(s) |
| ---- | ----------- | ----------- |
| 1er  | Royaume-Uni | 36          |
| 2e   | Italie      | 21          |
| 3e   | Allemagne   | 9           |
| 4e   | France      | 5           |
| 5e   | Autriche    | 4           |